# UTC+4
UTC+4 или +4 часа прибавени към Координираното универсално време (UTC) съответства на следните часови зони и се използва в следните страни:

## През цялата година (без промяна)
- Армения[1]
- Азербайджан
- Грузия
- Русия
  -  Самарска област
  -  Удмуртия
- Мавриций
- Оман
- Сейшели
- Обединени арабски емирства